# 瞬烯
瞬烯（化学式：C10H10）是一个碳氢化合物。瞬烯是流变分子之一，其分子内所有的碳碳键不断地发生Cope重排，从而存在多个价互变异构体。
瞬烯最早在1963年由G. Schröder通过光解环辛四烯二聚體而得，同時生成副產物苯。
高溫時，快速的分子内重排與結構對稱性，使瞬烯所有碳原子和氢原子在核磁共振實驗中呈現等價。重排可能产物多达10!/3 = 1,209,600个 (未計算对映异构體)，下图仅列出其中的五个。

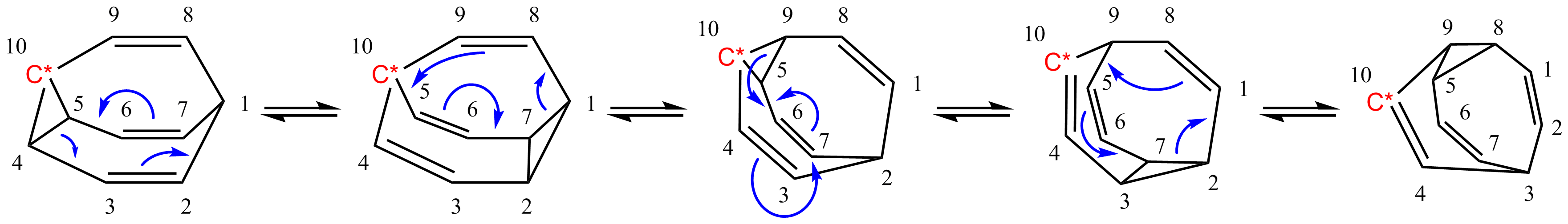
瞬烯分子重排示意图（仅列出五个重排产物）

瞬烯在室温下的质子NMR谱有一个宽峰，表明可以分辨出分子中不同的氢原子。在二硫化碳做為溶劑、溫度120.3 °C时，瞬烯的1H NMR谱只存在4.237 ppm一个尖銳的吸收峰，说明分子重排速度大於1H核磁共振的弛豫時間，无法被分辨出来。  變溫13C NMR實驗與變溫魔角固體核磁共振(13C CP-MS NMR)實驗中亦可觀察到快速的平衡反應。 Martin由變溫核磁共振實驗得到瞬烯結構變化所需要的活化能為11.8 kcal/mol。 Patel等人於2020年發表的研究工作中通過理論計算發現瞬烯衍生物的構型重排時所需要的活化能約為14 kcal/mol。